# Deerhoof vs. Evil
Deerhoof vs. Evil — десятый студийный альбом американской инди-рок группы Deerhoof из Сан-Франциско (штат Калифорния). Он был выпущен 25 января 2011 года на лейбле Polyvinyl Record Co. в США. В Японии диск был издан 6 января 2011 года на лейбле P-Vine Records, 24 января издан ATP Recordings в Великобритании и 30 января — в Новой Зеландии на Flying Nun Records.

## Отзывы
| Совокупная оценка | Совокупная оценка |
| Источник          | Оценка            |
| ----------------- | ----------------- |
| Metacritic        | 77/100            |
| Оценки критиков   |                   |
| Источник          | Оценка            |
| Allmusic          | [ 5 ]             |
| The A.V. Club     | A−                |
| Drowned in Sound  | [ 7 ]             |
| Mojo              | [ 8 ]             |
| NME               | [ 9 ]             |
| Paste             | [ 10 ]            |
| Rolling Stone     | [ 11 ]            |
| Spin              | [ 12 ]            |
| Tiny Mix Tapes    | [ 13 ]            |
| Uncut             | [ 8 ]             |

Альбом получил положительные отзывы музыкальных критиков. Deerhoof vs. Evil получил 77 баллов на агрегаторе музыкальных рецензий Metacritic, что означает «в целом благоприятные отзывы». Оценив альбом в 4 звезды из 5, критик AllMusic Хизер Фарес отметил: «[Альбом] является доказательством того, что Deerhoof снова могут создать что-то свежее и отличное от других после стольких альбомов. В их мире зло и скука — практически одно и то же, и Deerhoof vs. Evil одерживает победу над обоими».

## Список композиций
Слова и музыка всех песен — Ed Rodriguez, Greg Saunier, John Dieterich и Satomi Matsuzaki, кроме указанного.
| №                   | Название                                 | Длительность |
| ------------------- | ---------------------------------------- | ------------ |
| 1.                  | «Qui Dorm, Només Somia»                  | 3:12         |
| 2.                  | «Behold a Marvel in the Darkness»        | 3:29         |
| 3.                  | «The Merry Barracks»                     | 3:31         |
| 4.                  | «No One Asked to Dance»                  | 2:16         |
| 5.                  | «Let's Dance the Jet» (Микис Теодоракис) | 1:36         |
| 6.                  | «Super Duper Rescue Heads!»              | 2:35         |
| 7.                  | «Must Fight Current»                     | 2:53         |
| 8.                  | «Secret Mobilization»                    | 3:03         |
| 9.                  | «Hey I Can»                              | 2:13         |
| 10.                 | «C'Moon»                                 | 2:07         |
| 11.                 | «I Did Crimes for You»                   | 3:09         |
| 12.                 | «Almost Everyone, Almost Always»         | 2:41         |
| Общая длительность: | Общая длительность:                      | 32:45        |

| №                   | Название                                   | Длительность |
| ------------------- | ------------------------------------------ | ------------ |
| 13.                 | «Panda Panda Panda» (Live in New York)     | 3:46         |
| 14.                 | «You Can't Sit Down» (Live in New York)    | 1:59         |
| 15.                 | «Super Duper Rescue Heads !» (music video) | 2:41         |
| Общая длительность: | Общая длительность:                        | 41:11        |